# Potamogeton × scoliophyllus
Potamogeton × scoliophyllus là một loài thực vật có hoa lai ghép trong họ Potamogetonaceae. Loài này được Hagstr. miêu tả khoa học đầu tiên năm 1916.